# Бурнаково (Костромська область)
Бурнаково (рос. Бурнаково) — присілок в Костромському районі Костромської області Російської Федерації.
Населення становить 0 осіб. Входить до складу муніципального утворення Кузнецовське сільське поселення.

## Історія
У 1936-1944 року населений пункт перебував у складі Ярославської області. Від 1944 належить до Костромської області.
Від 2007 року входить до складу муніципального утворення Кузнєцовське сільське поселення.

## Населення
| 2008 | 2010 | 2014 |
| ---- | ---- | ---- |
| 0    | →0   | →0   |